# 검은눈콩
검은눈콩은 콩과의 한해살이 덩굴식물인 동부의 재배종이다. 

## 같이 보기
- 갓끈동부
- 장두
- 블랙 아이드 피스